# نيل مورتون
نيل مورتون (بالإنجليزية: Neil Morton)‏ (21 ديسمبر 1968 في المملكة المتحدة - ) هو لاعب كرة قدم بريطاني في مركز الوسط. لعب مع نادي كرو ألكساندرا وويغان أتلتيك ونادي تشستر سيتي وLancaster City F.C. ‏ ونورثويتش فيكتوريا ونادي بارو ونادي ألترينتشام ونادي موركامب.

## وصلات خارجية
- نيل مورتون على موقع قاعدة بيانات كرة القدم.إي يو (الإنجليزية)
- نيل مورتون على موقع Soccerbase.com (لاعب) (الإنجليزية)